# 洛贝潘
洛贝潘（法語：L'Aubépin，法語發音：[lobepɛ̃]）是法国汝拉省的一个旧市镇，属于隆斯勒索涅区。2016年，洛贝潘与临近的2个市镇合并为新市镇莱特鲁瓦堡。

## 地理
洛贝潘（46°26'23"N, 5°22'24"E）面积5.67 平方千米，位于法国勃艮第-弗朗什-孔泰大區汝拉省，该省份为法国东部内陆省份，北起上索恩省，西北接科多尔省，西临索恩-卢瓦尔省，南至安省，东与杜省和瑞士接壤。
与洛贝潘接壤的市镇（或旧市镇、城区）包括：蒙塔尼亚勒勒孔迪、巴拉诺、圣阿穆尔、图瓦西亚、楠莱圣阿穆尔。
洛贝潘的时区为UTC+01:00、UTC+02:00（夏令时）。

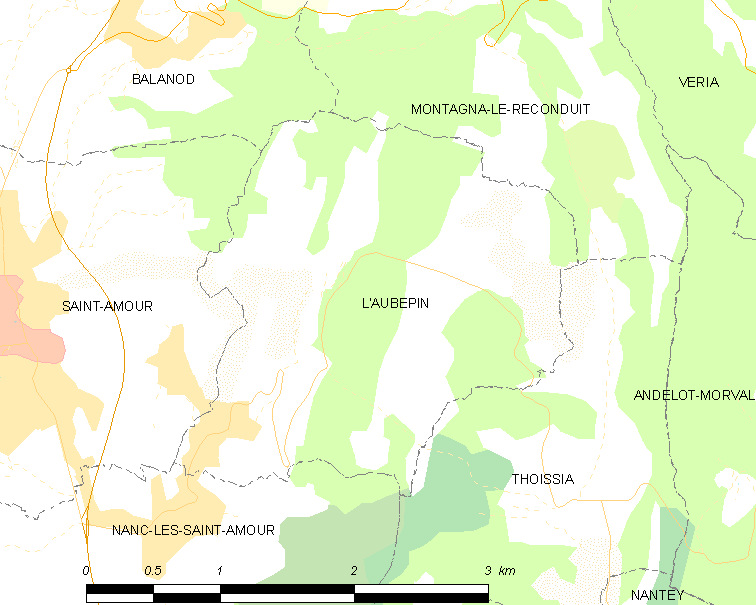
洛贝潘的OSM定位图

## 行政
洛贝潘的邮政编码为39160，INSEE市镇编码为39023。

## 政治
洛贝潘所属的省级选区为圣阿穆尔县。

## 人口

1962-2008年间洛贝潘人口变化图示

洛贝潘于2018年1月1日时的人口数量为161人。